# Kalety
Kalety ([kaˈlɛtɨ]; tysk: Kalet, Stahlhammer (1940–45); schlesisk: Kalyty )  er en by i den centrale  del af  voivodskabet Schlesien i  det sydlige Polen. Byen   har 8.252(2021) indbyggere og et areal på 	57,68 km², og er administrationsby i powiatet Tarnowskie Góry.

## Historie
Kalety blev grundlagt i 1365. Byen er stedet er et af de ældste smeltesteder i Øvre Schlesien.
Efter at Schlesien blev til preussisk i 1742, blev minedrift og metallurgisk industri moderniseret. En af pionererne var den bøhmiske jernværksmester Johann Friedrich Koulhaas.